# Belenois zochalia
Belenois zochalia es una mariposa de la familia Pieridae que se encuentra en África.

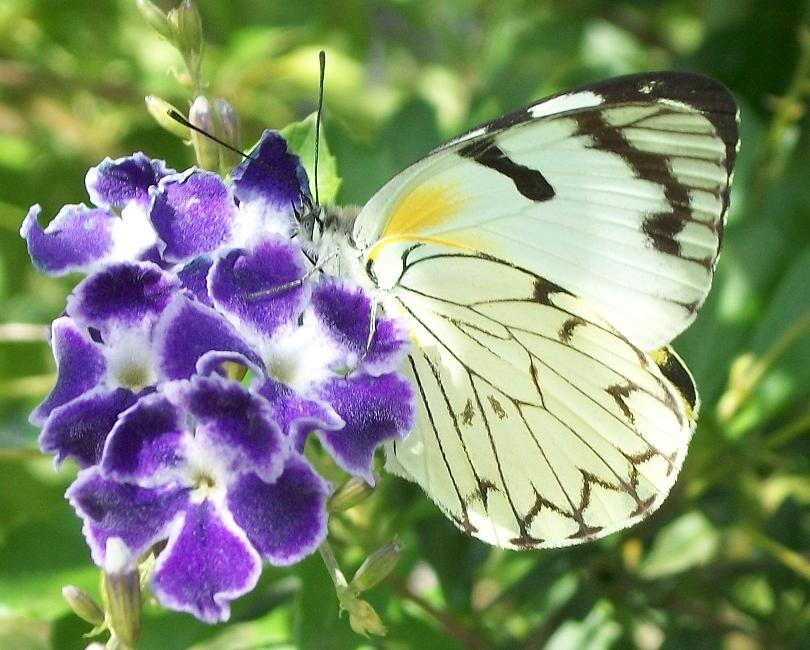
Vista latgeral de la hembra B. z. zochalia

La envergadura de las alas es de 40-50 mm. Los adultos están en vuelo de todo el año en las zonas cálidas.
Las larvas se alimentan de especies de Capparis, Maerua cafra y Maerua racemulosa.

## Subespecies
- Belenois zochalia zochalia (Sudáfrica, Zimbabue)
- Belenois zochalia agrippinides (Holland, 1896) (Malawi, Tanzania, Kenia, Uganda)
- Belenois zochalia connexiva (Joicey & Talbot, 1927) (tierras altas de Camerún)
- Belenois zochalia galla (Ungemach, 1932) (Etiopía)
- Belenois zochalia camerounica Bernardi, 1966 (Nigeria a Camerún)

Sinonimia
- Pieris zochalia Boisduval, 1836
- Pieris agrippinides Holland, 1896
- Pieris hyoma  Boisduval, 1836
- Pieris zochalia var. immaculata  Wichgraf, 1913
- Pieris zochalia var. pondoana  Neustetter, 1916
- Pieris zochalia var. pondoana ab. flavipennis  Neustetter, 1916
- Pieris zochalia f. reducta  Le Doux, 1923
- Pieris zochalia f. grisea  Le Doux, 1923
- Pieris zochalia f. elly  Le Doux, 1923
- Belenois zochalia f. silvano  Stoneham, 1957
- Belenois zochalia f. marjoria  Stoneham, 1957
- Belenois formosa  Butler, 1898
- Belenois zochalia var. ochracea  Heron, 1909
- Pieris zochalia ab. bryki  Aurivillius, 1925
- Belenois zochalia agrippinides f. latilimbalis  Talbot, 1943
- Belenois zochalia f. veronica  Stoneham, 1957
- Pieris crawshayi connexiva  Joicey & Talbot, 1927
- Belenois zochalia camerunica  Bernardi, 1966
- Pieris zochalia galla  Ungemach, 1932
- Pieris zochalia depunctata  Ungemach, 1932